# 单带巴蜗牛
单带巴蜗牛（学名：Bradybaena haplozona）为巴蜗牛科巴蜗牛属的动物，是中国的特有物种。

## 分佈
分布于四川等地，生活环境为陆地，一般栖息于高山地区潮湿的灌木草丛中以及落叶、树枝、石块下。其生存的海拔范围为2000至4000米。